# Nautilus (arme)
Pour les articles homonymes, voir Nautilus.

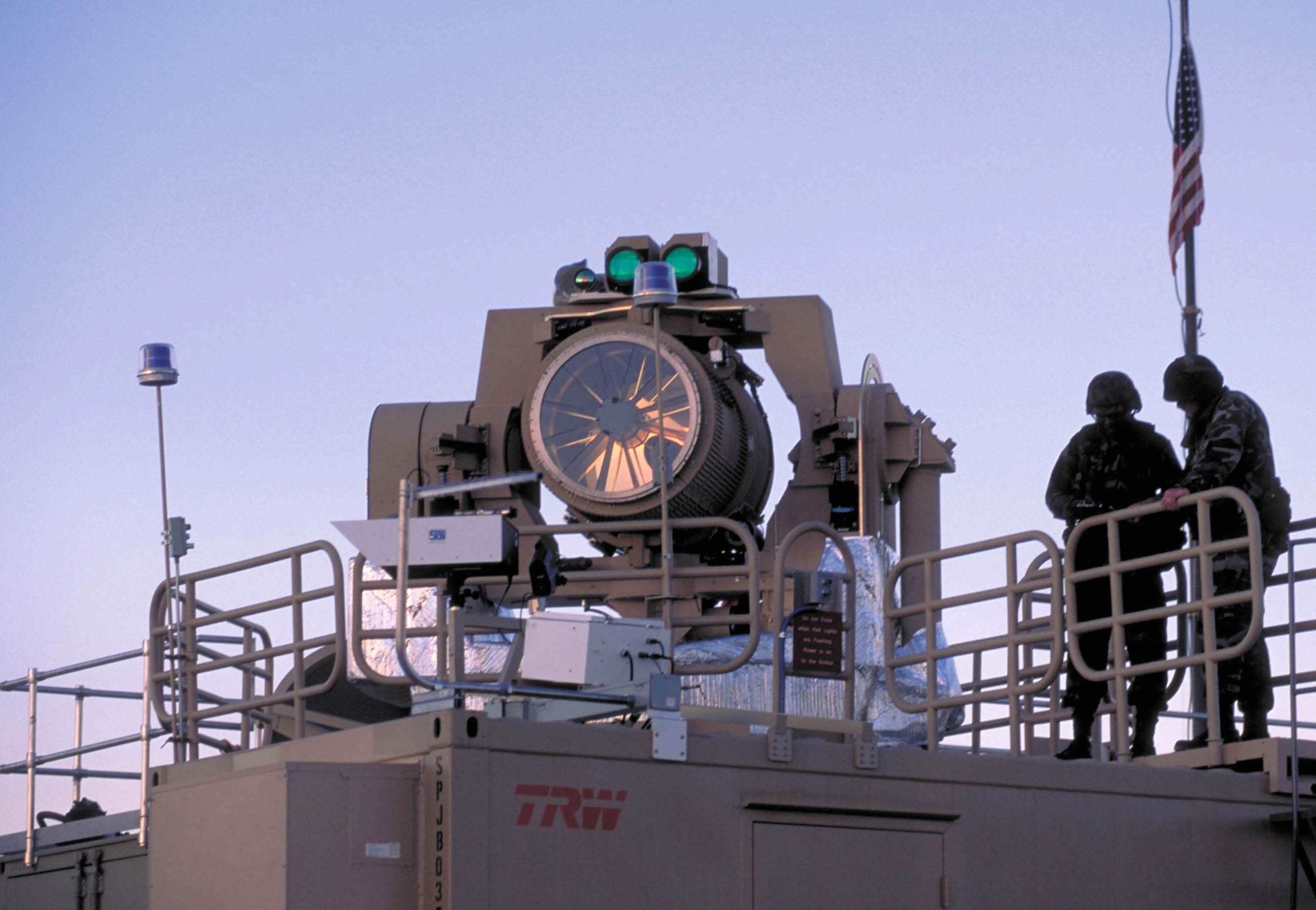
Démonstrateur du THEL.

Le Nautilus est un laser développé à des fins militaires. C'est un projet israélien commençant début 1990, capable d'abattre des roquettes. Il fut plus tard financé par les Américains.
Le nom officiel est MTHEL (en anglais : Mobile Tactical High-energy Laser) ou  laser mobile et tactique à haute énergie.

## Historique
À l'origine, les Israéliens ont commencé le projet seuls. Ils conçurent d'abord le radar d'acquisition, puis le laser. Mais les premiers tests sont désastreux. Les Israéliens ouvrirent donc le projet aux Américains.
Le nouveau projet démarre en 1995 en coopération avec Northrop Grumman. L'objectif premier de l'Armée israélienne est de contrer les fameuses roquettes Katioucha, mais l'armée américaine veut aussi prendre en compte n'importe quelle menace volante (Obus, roquettes, missiles et avions).
Northrop Grumman Space Technology, en devient le maître d'œuvre avec la collaboration des firmes Elbit, Electro-Optics Industries, Israel Aerospace Industries, MBT Systems & Space Technology, Tadiran et du Centre de développement de moyens de combat Raphaël. Cette collaboration fait évoluer le programme (le THEL devient MTHEL, M pour Mobile) et permet la mise au point du Nautilus.
En 2000, le THEL (la première version n'était pas mobile) abattit sa première roquette Katioucha.
Le projet aboutit finalement au développement du Skyguard.

## Sources
- Chambre de Commerce France-Israel.